# Moai (seamount)
Il Moai seamount è un vulcano sottomarino situato nell'Oceano Pacifico e posizionato a est del Pukao seamount e a ovest dell'Isola di Pasqua. Questa montagna sottomarina è la seconda più a occidente della dorsale Sala y Gomez o catena di montagne sottomarine dell'Isola di Pasqua.
Il vulcano si innalza di oltre 2.500 metri rispetto al fondale oceanico e arriva fino a poche centinaia di metri al di sotto della superficie del mare.
Il Moai è un vulcano relativamente giovane, che si è sviluppato da alcune migliaia di anni in seguito al passaggio della placca di Nazca al di sopra del punto caldo dell'Isola di Pasqua.
La denominazione fa riferimento ai Moai, le grandi statue monolitiche della vicina Isola di Pasqua.